# Лучи в стекле
«Лучи в стекле» (латыш. Stari stiklā) — художественный фильм режиссёра Иманта Кренбергса. Снят на Рижской киностудии в 1969 году.

## Сюжет
Главная героиня — Ася Ритума — работает на стекольном заводе в рабочей столовой. При поддержке друзей она решается круто изменить свою жизнь и идёт ученицей в цех художественного стекла.
Улдис Ритумс, муж Аси — мастер-обработчик, кандидат на должность начальника цеха — постепенно отходит от старых друзей, думает только о будущей карьере. Он против подобного решения жены. Накопившиеся взаимные обиды заканчиваются разводом.
Ася влюбляется в своего коллегу Валтера, в прошлом талантливого художника, давно не прикасавшегося к холсту, однако мечтающего начать всё заново. Его бывшая сокурсница Ирис помнит те дни, когда Валтера считали самым перспективным студентом. Тот вновь берётся за кисть, но вскоре понимает, что талант ушёл.

## В ролях
- Лилита Озолиня — Ася Ритума
- Вия Артмане — Ирис
- Улдис Думпис — Улдис Ритумс
- Гунар Цилинский — Валтерс Апс
- Эгонс Бесерис — Жанис
- Антра Лиедскалныня — Вера
- Вайронис Яканс — профессор Штраль
- Карп Клетниекс — дядюшка Ритумс
- Янис Кубилис — директор завода
- Хелена Романова — работница

## Съёмочная группа
- Автор сценария: Лия Бридака
- Режиссёр-постановщик: Имантс Кренбергс
- Оператор-постановщик: Марис Рудзитис
- Композитор: Ромуалдс Калсонс
- Художник-постановщик: Улдис Паузерс
- Звукооператор: Игорь Яковлев
- Режиссёр: Болеслав Ружс
- Оператор: Модрис Реснайс
- Монтажёр: Эрика Мешковска
- Редактор: Ольга Лисовская
- Директор: Г. Блументал
- Художественный руководитель: Самсон Самсонов